# Anthony Sellier
Anthony Sellier (* 13. November 1950 in Mt. Lambert) ist ein Radsporttrainer und ehemaliger Radrennfahrer aus Trinidad und Tobago.
Anthony Sellier nahm zweimal an Olympischen Spielen teil. 1972 startete er bei den Olympischen Spielen in München in drei Disziplinen, im Straßenrennen gab er auf und mit Patrick Gellineau, Clive Saney und Vernon Stauble schied er in der Mannschaftsverfolgung in der ersten Runde aus. Im Mannschaftszeitfahren erreichte das Team aus Trinidad und Tobago in derselben Besetzung Platz 29 von 36 Mannschaften. 1976 in Montreal startete Sellier im 1000-Meter-Zeitfahren und wurde 20. Im selben Jahr errang er bei den panamerikanischen Bahnmeisterschaften die Bronzemedaille im 1000-Meter-Zeitfahren.
2016 wurde Sellier von der Trinidad & Tobago Cycling Federation als Trainer des Jahres (2015 und 2016) ausgezeichnet. Sellier trainiert unter anderem Nicholas Paul, der als Junior bei den panamerikanischen Bahnmeisterschaften 2016 drei Medaillen errang.
Auch der Sohn von Anthony Sellier, Christopher, war bis 2012 als Radrennfahrer aktiv.